# BBC - Buono, Brutto, Cattivo
BBC - Buono, Brutto, Cattivo era un programma televisivo italiano d'inchiesta, andato in onda dal 5 al 26 agosto 2015 su Rai 1 e Rai HD, di mercoledì in seconda serata, con la conduzione del giornalista Carlo Puca.
Il programma si proponeva di analizzare, attraverso il racconto di tre reportage, "il buono, il brutto e il cattivo" di un certo argomento, con il commento di un ospite VIP e le conclusioni di un giornalista-scrittore.

## Edizioni e ascolti
| Edizione | Inizio        | Fine | Puntate | Ascolti | Presentatore |
| -------- | ------------- | ---- | ------- | ------- | ------------ |
| Prima    | 5 agosto 2015 |      | 4       |         | Carlo Puca   |

### Prima e unica edizione
Si è svolta in quattro puntate.
| Puntata | Prima TV Italia | Sottotitolo   | Ospite                   | Telespettatori | Share |
| ------- | --------------- | ------------- | ------------------------ | -------------- | ----- |
| 1       | 5 agosto 2015   | Fede          | Valerio Massimo Manfredi |                |       |
| 2       | 12 agosto 2015  | Rom           | Antonello Fassari        |                |       |
| 3       | 19 agosto 2015  | Cibo          | Giovanni Esposito        |                |       |
| 4       | 26 agosto 2015  | Prostituzione | Rita dalla Chiesa        |                |       |